# Spring Green
Spring Green è un villaggio degli Stati Uniti d'America, situato in Wisconsin, nella contea di Sauk.
Nelle sue vicinanze si trova Taliesin, una delle residenze-studio più importanti dell’architetto Frank Lloyd Wright, il Taliesin.